# Désert fleuri

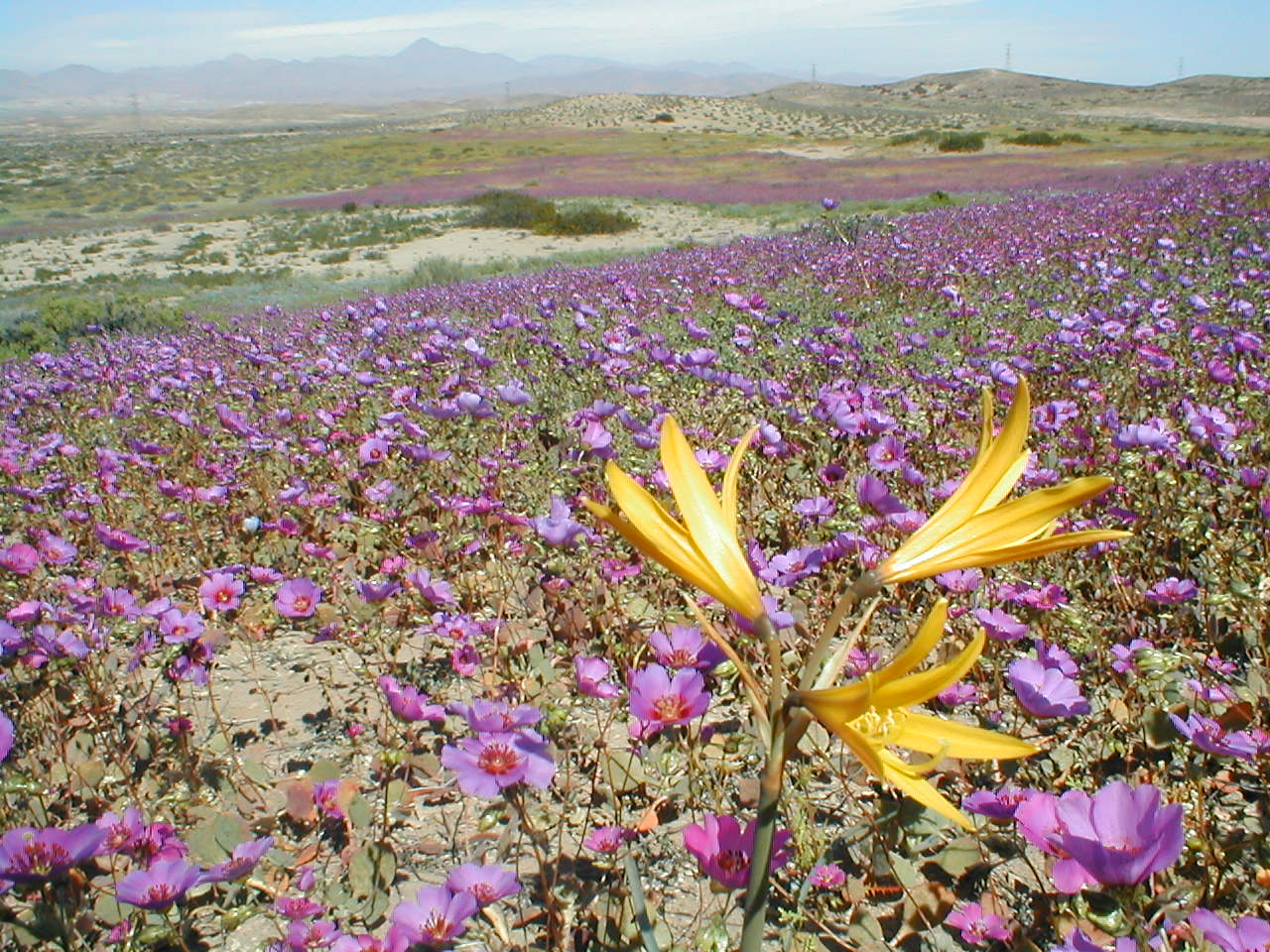
Le désert fleuri

Le désert fleuri, en espagnol Desierto florido, désigne un phénomène qui se déroule à la suite de conditions climatiques favorables et qui voit l'apparition d'une grande diversité de fleurs entre les mois de septembre et novembre, les années où les précipitations sont inhabituelles (au-dessus des normales pour le désert).
Avec les pluies, une grande quantité de graines et bulbes en état de latence se mettent à germer, accompagnées par la prolifération d'insectes, oiseaux et de petits scorpions. 
Ce phénomène a lieu dans le désert d'Atacama, principalement dans la région d'Atacama, au Chili. Ce processus s'étend dans sa plus grande splendeur du nord de la ville de Vallenar, jusqu'au nord de Copiapó, tant dans les zones côtières qu'intérieures et de montagnes, depuis le mois de septembre jusqu'à novembre. Climatiquement parlant, cet événement est lié au phénomène El Niño, qui implique un réchauffement des courants marins du littoral du Chili, produisant une hausse des précipitations.
Il existe d'autres déserts (notamment la vallée de la Mort ou le Namaqualand en Afrique du Sud) où ce phénomène peut se produire. 